# 巴塞隆納國際研究學院
巴塞罗那国际研究学院（加泰罗尼亚语：Institut Barcelona d'Estudis Internacionals， IBEI）是一所位于巴塞罗那的大学校际研究机构和研究生教学中心。该学院在2004年由5所巴塞罗那公立大学（庞培法布拉大学、巴塞罗那大学、巴塞罗那自治大学、加泰罗尼亚理工大学和加泰罗尼亚开放大学）和CIDOB（巴塞罗那国际事务中心）共同创立，目的是推动国际关系和相关学科的高级教育和研究。学院现任院长是庞培法布拉大学政治学教授Jacint Jordana，主席是前西班牙政府第一副首相兼前国防部长纳西斯·塞拉。
目前，IBEI巴塞罗那国际研究学院在庞培法布拉大学Ciutadella校区提供多种研究生课程。自2004-2005学年起开设的国际关系硕士专业以来，新增了国际安全硕士专业（自2012-2013学年）、欧盟Erasmus Mundus公共政策硕士专业（自2012-2013学年）和国际发展硕士专业（自2016-2017学年）。除了国际关系专业以双语（西班牙语和英语）授课外，其余硕士专业均以英语授课。课程结束后，毕业生将被授予庞培法布拉大学、巴塞罗那大学和巴塞罗那自治大学的联合学位。
IBEI巴塞罗那国际研究学院是国际事务专业学校协会(APSIA)的附属会员。该学院的各类硕士均为官方硕士。学生来自世界各地，每年有超过35个不同国家的学生在此学习。加泰罗尼亚政府大学总局在2013国际硕士项目(IMP2013)中特别提到了IBEI巴塞罗那国际研究学院的国际关系硕士，认可该学院硕士课程的高度国际化。自成立以来，学院学生人数逐渐增加，目前已有超过150名学生参加了各种硕士课程。
学院的教学人员国际化程度也很高，拥有超过20位活跃于不同研究领域的博士。除了学院的研究人员外，还有来自巴塞罗那各个大学的授课教师。学院开展了一项重要的科学研究，重点关注4个主要领域：地区主义和全球治理、全球化经济中的互联网与组织机构、发展与安全的相互关系以及全球力量与多邊主義。目前，该学院在政治学和国际事务领域是西班牙乃至欧洲的参考中心之一。

## 地理位置
在成立后的前10年间，IBEI巴塞罗那国际研究学院位于巴塞罗那老城区的Raval拉巴尔区Elisabets街道。这座位于CIDOB（巴塞罗那国际事务中心）旁的16世纪的建筑是前孤儿女子学校仁慈堂的一部分。从2014年9月起，因扩建需求学院搬到了庞培法布拉大学的Ciudadella校区，邻近巴塞罗那动物园、城堡公园和奥林匹克港。
学院目前坐落于新建的位于Ramón Trias Fargas街25-27号的Mercè Rodoreda大楼。校区靠近地铁站Ciutadella – Vila Olímpica、轻轨车站Wellington 和Ciutadella – Vila Olímpica以及巴塞罗那的城市巴士站Marina – Doctor Trueta、Icària-Parc Carles I 和Sardenya-Pg. Pujades。学院和庞培法布拉大学多个研究小组共用Mercè Rodoreda大楼，可使用校区其他设施以及巴塞罗那大学、巴塞罗那自治大学和庞培法布拉大学的图书馆。

## 办学方针
IBEI巴塞罗那国际研究学院旨在通过先进的研究和研究生教育推动科学知识的发展，促进学生从政治和国际关系的角度理解当今全球面临的挑战。依照大学校际合作思维，学院由巴塞罗那多个公立大学共同创立，是欧洲在为解决全球挑战和国际研究框架下进行科学反思提供专业人员的代表。为此，学院提供卓越的学术教育计划，并开展具有国际竞争力的研究。

## 院徽
IBEI巴塞罗那国际研究学院院徽由平分为4个部分的黑色正方形组成，每个部分包含学院名称首字母缩写（IBEI）之一。另外，每个部分背景色分别为黄色、红色、蓝色和黑色。

## 法人资格
IBEI巴塞罗那国际研究学院采取的法律形式是私人基金会。学院为非营利性组织，自基金会章程公布及在加泰罗尼亚政府基金会登记以来，便享有完整的法律人格和行为能力。学院具有大学校际研究院特性，并受其基金会章程和内部制度规则的管理。

## 组织和管理
IBEI巴塞罗那国际研究学院现任主席是西班牙经济和政治学家纳西斯·塞拉。他曾任巴塞罗那市市长（1979-1982）、西班牙国防部长（1982-1991）和西班牙政府副首相（1991-1995）。学院院长是庞培法布拉大学政治学和管理学终身教授Jacint Jordana。他的主要研究领域是公共政策对比分析，特别是调控政策及其专门机构研究。理事会是该基金会的主要管理机构，而科学委员会则负责学术领域。学院具有高威望的国际学术委员会，主席为哈维尔·索拉纳。该委员会每两年举行一次会议，讨论学院发展中长期战略方向。

## 教学质量
IBEI巴塞罗那国际研究学院提供的学位取决于由科学委员会负责的内部质量保证体系。该体系通过负责管理和跟进学院研究生教育方案的教学质量委员会，评估学生满意度和课程整体运作情况。学院教育方案记入了西班牙政府教育部大学、中心及学位登记册中。

## 赞助、协议和学术合作
IBEI巴塞罗那国际研究学院由巴塞罗那市政府、巴塞罗那省议会、“La Caixa”基金会、加泰罗尼亚政府以及巴塞罗那大都会区其他公司和组织赞助。此外，学院还与其他相同教育和研究领域的机构签署了合作协定。学院是欧盟委员会Erasmus Mundus公共政策硕士项目合作伙伴，和约克大学（加拿大）、海牙社会研究学院、中欧大学共同参与该国际项目。在欧洲、亚洲和美洲，学院与多个学术机构签署了合作协议，以便开展联合活动、促进师生交流或其他学术合作倡议。

## 专业设置及教学计划
目前IBEI巴塞罗那国际研究学院开设以下四个硕士专业：国际关系研究硕士、国际安全研究硕士、公共政策硕士及国际发展硕士。同时本校也开设国际关系及国际政治经济研究领域的暑期研修班。以上专业主要为英文授课，其中国际关系研究硕士可选英语西班牙语双语授课。因此本校要求在注册之前，学生有该研究方向基础同时具备一定的英文水平。本校平均录取率为72% （2015-2016学年数据）。

### 国际关系研究硕士
国际关系研究硕士是本校开设的首个硕士专业，同时专业规模最大学生数量也最多。目前该专业平均每年招生90人，学生来自全球30多个国家和地区。本专业可选英文授课或英语西班牙语双语授课，学制可选全日制一年或非全日制两年。该硕士提供三个研究方向：发展政治经济、全球治理及国际和平与安全。本专业采取跨学科研究课程设置旨在引导学生了解当前国际复杂局势并为学生将来在国际领域的职业生涯提供多样化的学术思维及全球化地缘视野。IBEI巴塞罗那国际研究学院与很多国际组织、非政府组织、公共管理系统及跨国企业签订合作协议为学生提供实习机会。

### 国际安全硕士
国际安全硕士开设于2012-2013学年，平均每年招生25人，学生来自全球15个国家和地区。本专业为英文授课，学制为全日制一年。该硕士提供政治学、国际关系、全球经济与安全等研究方向以培养国际安全防卫领域的专业人才，同时也为学生安排相关专业实习项目。

### 国际发展硕士
国际发展硕士开设于2016-2017学年，学制为一年。本专业采取跨学科研究课程设置旨在培养学生以全球视野研究国际发展课题。该专业项目负责人为来自鹿特丹伊拉斯姆斯大学社会研究学院的IBEI巴塞罗那国际研究学院客座教授Max Spoor。

### Erasmus Mundus公共政策硕士（MUNDUSMAPP公共政策硕士国际项目）
Erasmus Mundus伊拉斯莫斯世界计划-公共政策硕士（Mundus MAPP公共政策硕士国际项目）是欧盟委员会主办的国际硕士项目，学制为两年。参与此项目的研究机构有IBEI巴塞罗那国际研究学院、约克大学（加拿大）、海牙社会研究学院及中欧大学。本专业提供四个研究方向：发展政治经济、管理与发展、欧洲公共政策及全球公共政策。该硕士提供由欧盟委员会资助的独立实习项目。

### 研修课程
IBEI巴塞罗那国际研究学院每年夏季开展国际关系、全球治理及国际政治经济方向的暑期研修班，由国际知名学术人士如Helen Milner和Andrew Moravcsik进行授课。除开展的硕士专业之外，IBEI也会在学年定期或不定期开展一系列研究课程如IBEI与加泰罗尼亚区政府合作开办的外交及涉外事务硕士专业。同时IBEI巴塞罗那国际研究学院与巴塞罗那市政府、庞培法布拉大学及巴塞罗那自治大学政府公共政策学院IGOP也时常联合举办相关的网络课程。

### 学生会
ALIBEI，IBEI巴塞罗那国际研究学院学生联合会成立于2008年旨在深化加强学院往届毕业生之间的交流联系，同时往届毕业生也通过该学生联合会志愿为新生提供专业申请及入学注册相关流程的指导及帮助。

## 研究成果
IBEI巴塞罗那国际研究学院以国际研究为中心，开展多种学科专业研究组共同参与的科研活动。各个科研组人员包括研究同一课题的IBEI巴塞罗那国际研究学院的教授、助教、访问学者及在读博士生。学院也为研究小组提供交流平台以方便研究人员进行学术讨论、意见交换以及研究开展。同时IBEI巴塞罗那国际研究学院也致力于推动研究小组与其他科研机构和研究人员的合作与交流，共同努力创造高质量研究成果。
目前IBEI巴塞罗那国际研究学院有五个研究小组。全球化和公共政策研究组课题为全球化对于国际事务中不同参与者自身政治经济利益保护能力的影响；国际关系标准及规则研究组方向为准则规范在国际秩序维护中的作用及面对准则规范相关正式及非正式国际机构所采取的应对措施；机构、不平等和发展研究组致力于探究国际上各种发展及不平等模式形成背后的经济政治动因；安全、矛盾与和平研究组课题为国际冲突及政治暴力的原因、后果、相关政策以及针对以上矛盾带来的消极影响可采取的措施；国家、多样性及集体身份研究组探索国家、超国家及公民社会组织机构在集体身份构建及转变过程中的作用。
IBEI巴塞罗那国际研究学院的研究人员与其他国际研究小组共同参与一系列科研项目，欧盟委员会、西班牙政府、加泰罗尼亚区政府及其他机构为以上科研项目开展提供资金支持。同时IBEI也定期发表学术论文以呈现研究过程中取得的成果，更多研究活动相关信息可参考IBEI每两年发表一次的研究报告。

## 人员构成
IBEI巴塞罗那国际研究学院有二十多名在职教师和研究人员，同时也有许多客座教授、博士后研究学者及其他合作人员。IBEI巴塞罗那国际研究学院为来自世界各地的高校及研究中心对国际研究感兴趣的教师提供访问学者的项目。2008年至今已有70多名学者和教师在IBEI进行访问研究，访问时长为两周至一学年。同时IBEI也支持青年博士学者申请极具竞争力的科研项目并前来开展研究活动。
与此同时，IBEI巴塞罗那国际研究学院还有15名行政人员负责官方硕士的录取工作、学术管理、协助开展研究项目、行政培训、机构对外关系事务、合作交流及财务行政统筹。